# Piante eliofile
Le piante eliofile (parola composta dal nome greco Ἥλιος (Hélios), sole, e da φιλεῖν (filèin), amare - amante del sole) sono dei vegetali, alberi o arbusti, che si avvantaggiano di un'esposizione diretta alla luce solare e necessitano perciò di un'illuminazione intensa, soffrendo, al contrario, l'ombreggiamento. Sono anche dette piante fotofile.
Tali piante sono in genere originarie delle basse latitudini, dove l'inclinazione dei raggi solari nell'arco dell'anno o della stagione vegetativa è in grado di soddisfare le esigenze proprie della specie botanica. Tali condizioni si verificano perciò dalle regioni tropicali a quelle temperate calde, mentre nelle regioni temperate fredde, l'inclinazione dei raggi solari potrebbe soddisfare le esigenze delle piante eliofile solo per poche ore al giorno. 
Va tuttavia rilevato che piante eliofile possono anche adattarsi ad alte latitudini purché non si trovino in condizioni di ombreggiamento. Indipendentemente dalla latitudine, le piante eliofile prediligono associazioni vegetali non chiuse come la foresta decidua, la foresta a parco, la macchia mediterranea.
Dal punto di vista agronomico, la coltivazione di specie eliofile necessita di adeguate impostazioni nei seguenti elementi, in subordine ad altre esigenze:
- Investimento della coltura, inteso come numero di piante per unità di superficie. Questo parametro si imposta scegliendo adeguatamente la densità di semina o di trapianto nel caso delle coltivazioni erbacee o il sesto d'impianto nel caso delle coltivazioni arboree. Densità elevate possono infatti sfavorire le piante eliofile, in quanto troveranno le condizioni ottimali solo nella parte superiore.
- Tipologie di sesto d'impianto. In generale, per le piante eliofile sono preferibili i sesti in quadrato in quanto una distanza omogenea fra le file e lungo le file garantisce un'illuminazione uniforme anche ai lati della chioma.
- Orientamento dei filari. Le piante eliofile si avvantaggiano degli orientamenti nord-sud dei filari nelle regioni ad elevata latitudine.
- Sistema di allevamento, inteso come geometria e dimensione della chioma. Fra le finalità di un'adeguata scelta del sistema di allevamento rientra anche la necessità di garantire una uniforme illuminazione di tutte le branche.
- Potatura. La potatura si prefigge anche lo scopo di regolare l'equilibrio fra i vari rami per evitare che le frecce abbiano il sopravvento sulle parti sottostanti determinandone l'ombreggiamento.
- Consociazione, intesa come coltivazione contemporanea di più specie agrarie nel medesimo appezzamento.

Esempi di piante eliofile sono: il larice larix decidua, il Ginkgo biloba, il kako Diospyros kaki, il ciliegio canino Prunus mahaleb, il castagno europeo (Castanea sativa), il bagolaro (Celtis australis), lo spino di giuda (Gleditsia triacanthos), il sorbo domestico sorbus domestica, la betulla bianca (Betula pendula), l'ulivo (Olea europea),  il carrubo Ceratonia siliqua, il cisto femmina (Cistus salviifolius), il pistacchio pistacia vera, ecc...
In alcuni casi (faggio, leccio) è pianta sciafila nelle prime fasi dello sviluppo, e diventa eliofila successivamente, come strategia di riproduzione. 